# Bíboros sallangvirág
A bíboros sallangvirág (Himantoglossum caprinum) a kosborfélék családjába tartozó, Európában honos, sziklagyepekben, cserjésekben élő, Magyarországon fokozottan védett növényfaj.

## Megjelenése
A bíboros sallangvirág 50-72 (110) cm magas, lágyszárú, évelő növény. Ikergumói a talajban találhatók. Tőlevélrózsáját 4-9 (ritkán akár 12) hosszúkás-lándzsás levél alkotja, amelyek hossza 6,6-13,5 cm, szélessége 1,7-4 cm. Szárleveleinek mérete felfelé haladva egyre kisebbedik; a legfelsők már szálasak. A virágzat murvalevelei közül az alsók 3-4,4 cm-esek, a felsők 0,9-2 cm hosszúak, a virágokon üstökszerűen túlnyúlnak.       
Június-augusztusban virágzik. Virágzata laza, megnyúlt fürt, amelyet 20-40 (75) zöldes-bíboros vagy sötét vörösbarna virág alkot. A külső és belső lepellevelek (szirmok) sisakká borulnak össze, amely kívülről bíboran erezett fehér színű. A külső lepellevelek hossza 10-15 mm, szélessége 4-9 mm; a belsőké 9-11 mm, illetve 1,7-4 mm; gyakran háromkaréjúak. A mézajak sötét (esetenként világos) vöröses-bíboros színű, a tövénél fehéres és 10-20 sötét bíborszín folt látható rajta. Alakja szerint mélyen háromhasábú; a középső feltűnően hosszú (46-68 mm) és vékony (1,2-3,2 mm), kissé megcsavarodott, csúcsán mélyen behasított. A két oldalkaréj jelentősen rövidebb (10-20 mm). Sarkantyúja világos színű, 4,1-7 mm-es.
Termése 13,5-21,5 mm hosszú, 4-5 mm vastag toktermés, benne átlagosan 10 400 (2900-18 000) apró maggal.

### Hasonló fajok
Az adriai sallangvirággal lehet összetéveszteni, mely kisebb, gracilisabb termetű és apróbb virágú, a felső virágok murvalevelei soha nem érnek túl a magházakon, nem alkotnak üstököt. Sarkantyúja is fele olyan hosszú, mint a bíboros sallangvirágé. 

## Elterjedése
Kelet-mediterrán faj, Észak-Törökországban, a Balkán középső és keleti részén, Magyarországon és Szlovákiában fordul elő 1500 méteres magasságig. Hazai állományai alacsony hegyvidéki (66%) vagy dombvidéki (25%), ritkábban magasabb hegyi (9%) élőhelyeken találhatók meg. A Vértesben és a Pilisben a leggyakoribb, de elszórtan előfordul az Északi-középhegységben, a Börzsönyben, a Bakonyban, a Villányi-hegységben és a Mecsekben is.

## Életmódja
Karsztbokorerdőkben, cserjésekben, száraz és üdébb tölgyesekben, pusztafüves lejtőkön, sztyeppréteken él. Másodlagos élőhelyeken (szőlőhegyeken, gyümölcsösökben, felhagyott kőbányákban) is megtalálható, sőt itteni állományai még nagyobbak is. Inkább a meszes talajt kedveli, élőhelyein a talaj pH-ját 7,34-8,0 közöttinek (átlagosan 7,63) mérték. Fényigényes, legfeljebb a félárnyékot tűri el.    
A Villányi-hegységben végzett vizsgálatok alapján egy adott évben az egyedek 34-66%-a a föld alatt lappangott, 27-65% csak vegetatív hajtást fejlesztett és csak 0,7-9% virágzott (bár ez az élőhely cserjés benőttsége és szárazsága miatt nem volt kedvező). Virágzás után a növény a következő évben általában általában erőt gyűjt, csak zöld hajtást hoz vagy lappang, bár 21%-uk újra virágzott. Becslések szerint legalább 100 cm2 levélterületre (6 tőlevél) van szükség a virághozáshoz.    
Tőlevelei szeptember-októberben jelennek meg és még decemberben, fagyos időszakban is képesek növekedni. Áttelelése után teljesen kifejlődik a tőlevélrózsa, majd június közepe és augusztus eleje között virágzik, középnapja július 11. Megporzásáról különböző méhek és poszméhek (házi méh, a Colletes, Andrena, Osmia, Bombus nemzetségek fajai) gondoskodnak. A megtermékenyülés hatékonysága 6-60%-os. A termések augusztus-szeptemberre. Levelei július-augusztusban elszáradnak (a vegetatív példányoké már május-júliusban). Ezután a növény néhány hónapig nyugalomban van.   

## Természetvédelmi helyzete
A bíboros sallangvirág viszonylag nagy területen elterjedt, de ritka, állományai kicsik és fragmentáltak. A Természetvédelmi Világszövetség Vörös listáján "mérsékelten fenyegetett" státusszal szerepel. Elsősorban élőhelyeinek bozótosodása, erdősülése, helyenként a vadkár és az emberi tevékenység (virágainak leszedése, töveinek kiásása) jelent számára veszélyt. Magyarországon eddig összesen 55, 1990 óta 34 állományát mérték fel, visszaszorulása 38%-os. Teljes egyedszáma néhány ezres nagyságrendűre becsült. 1982 óta fokozottan védett, természetvédelmi értéke 250 000 Ft.

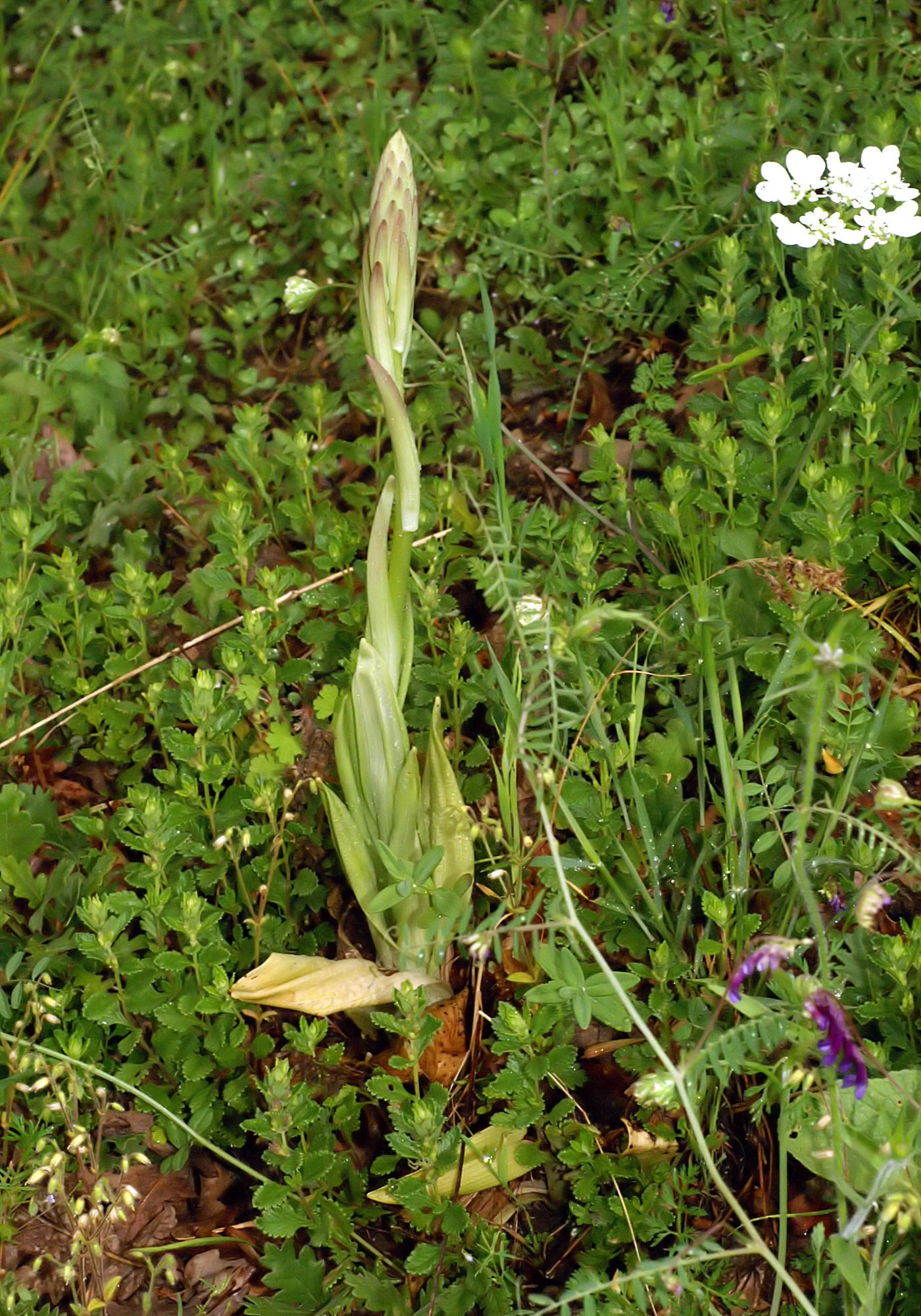
Fiatal hajtása
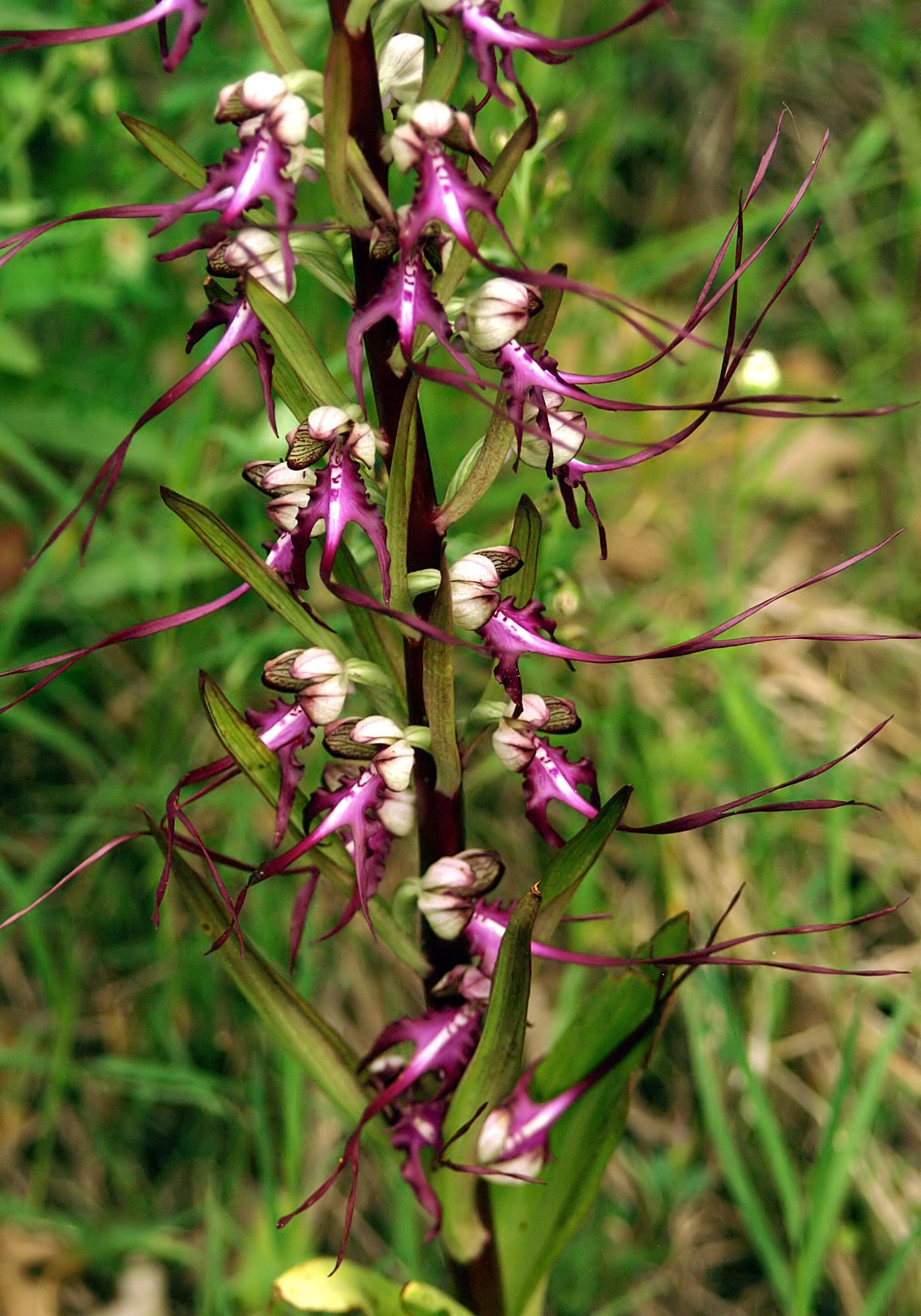
Virágzata
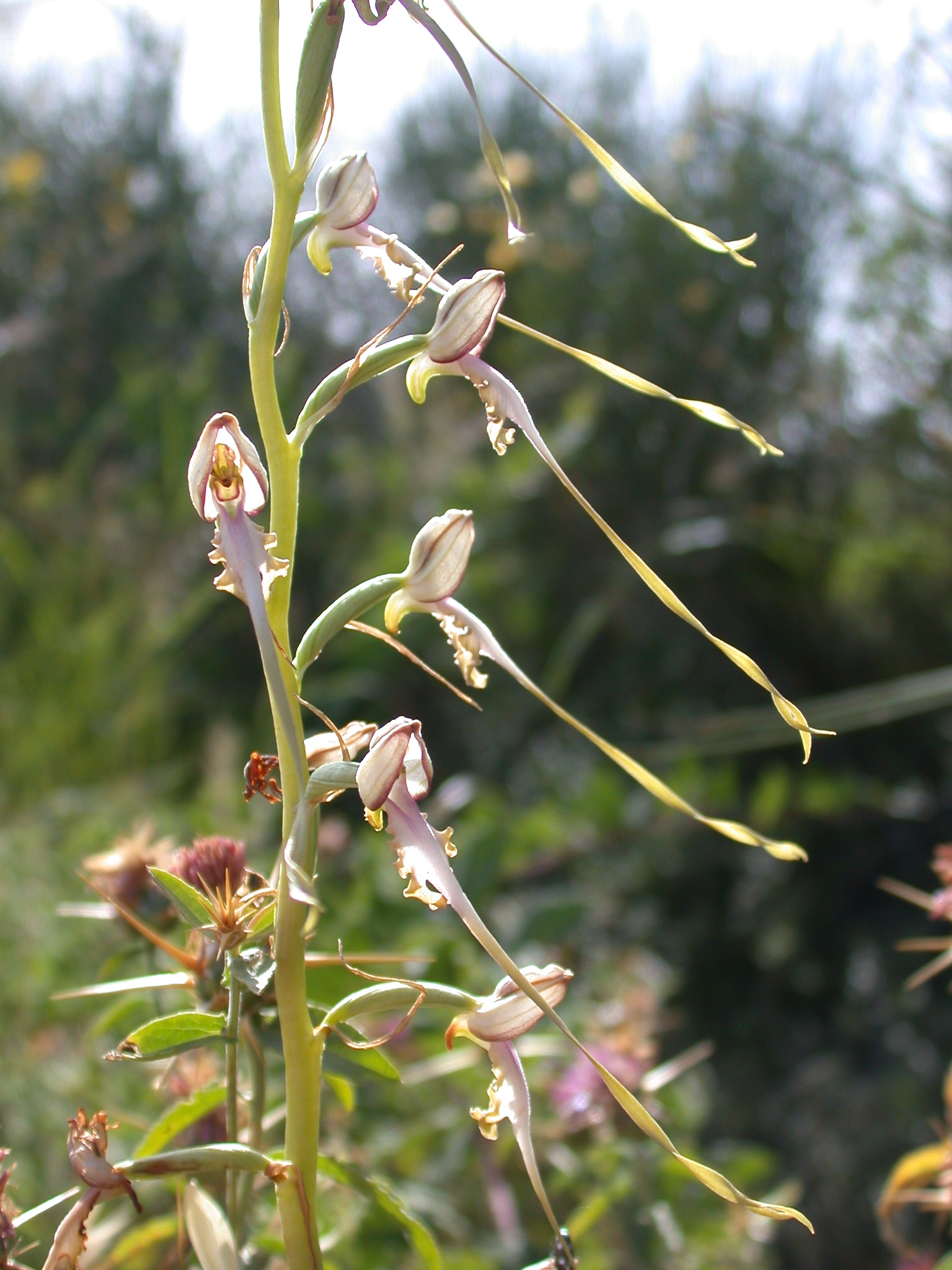
Virága
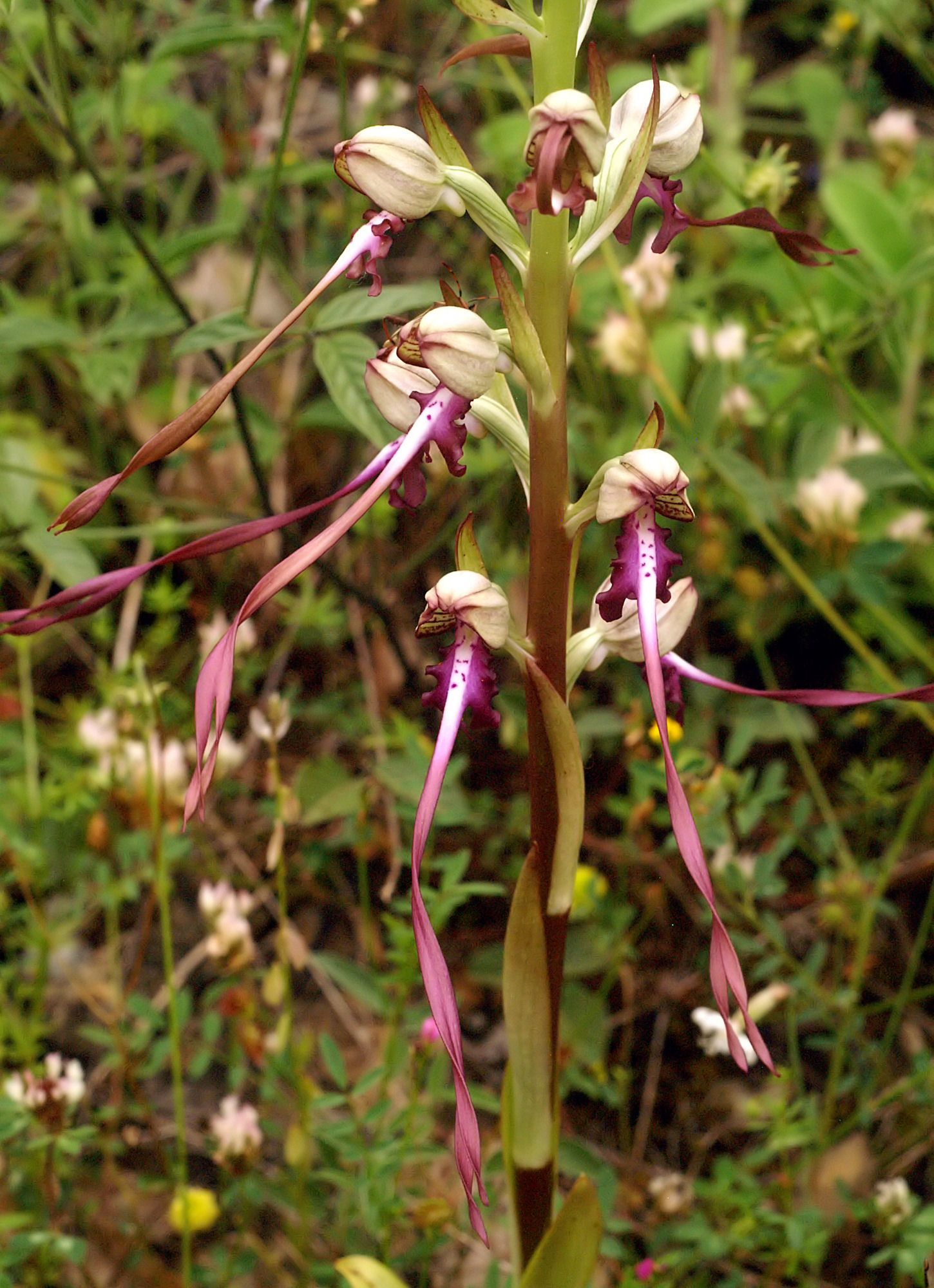
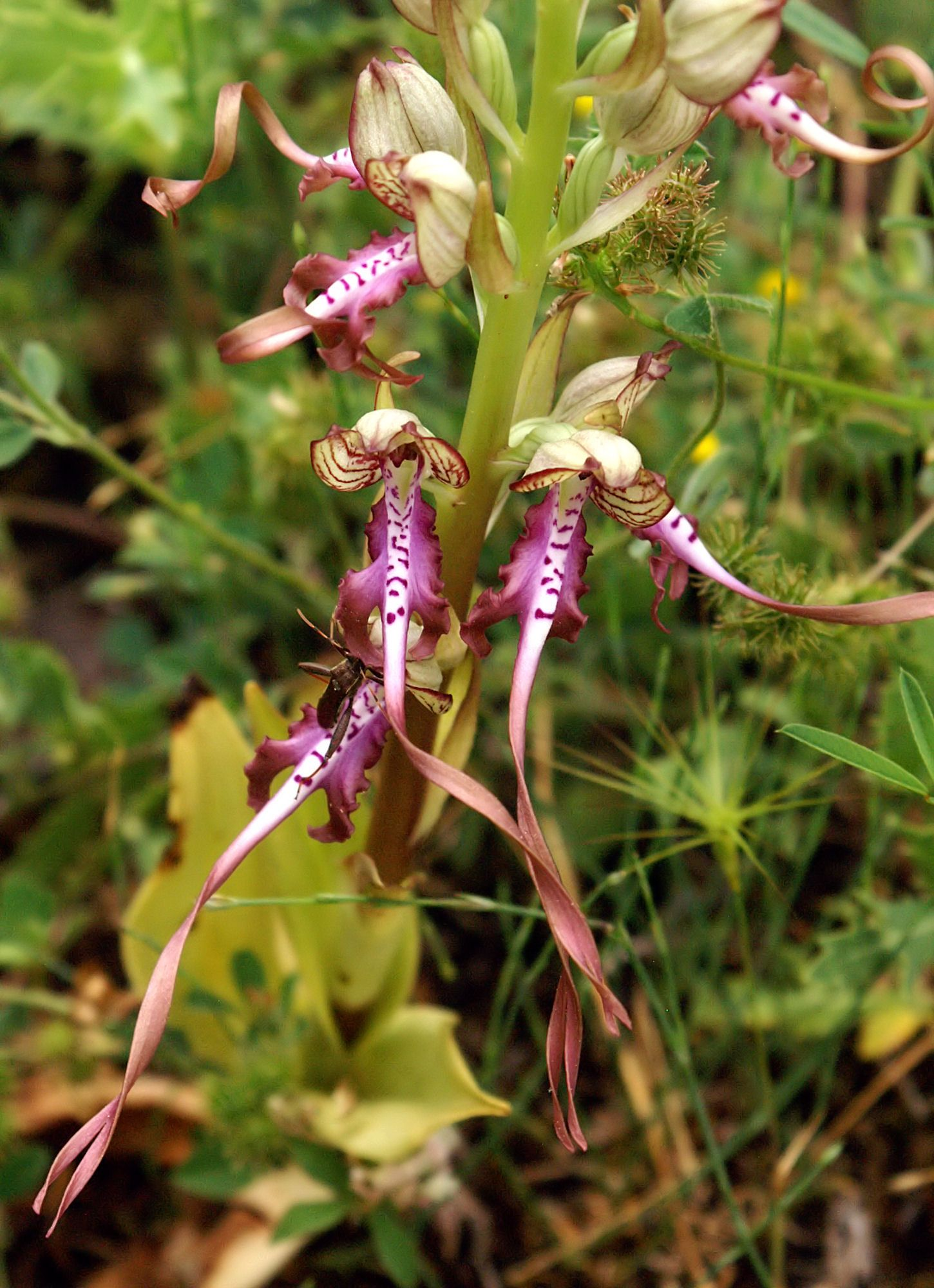
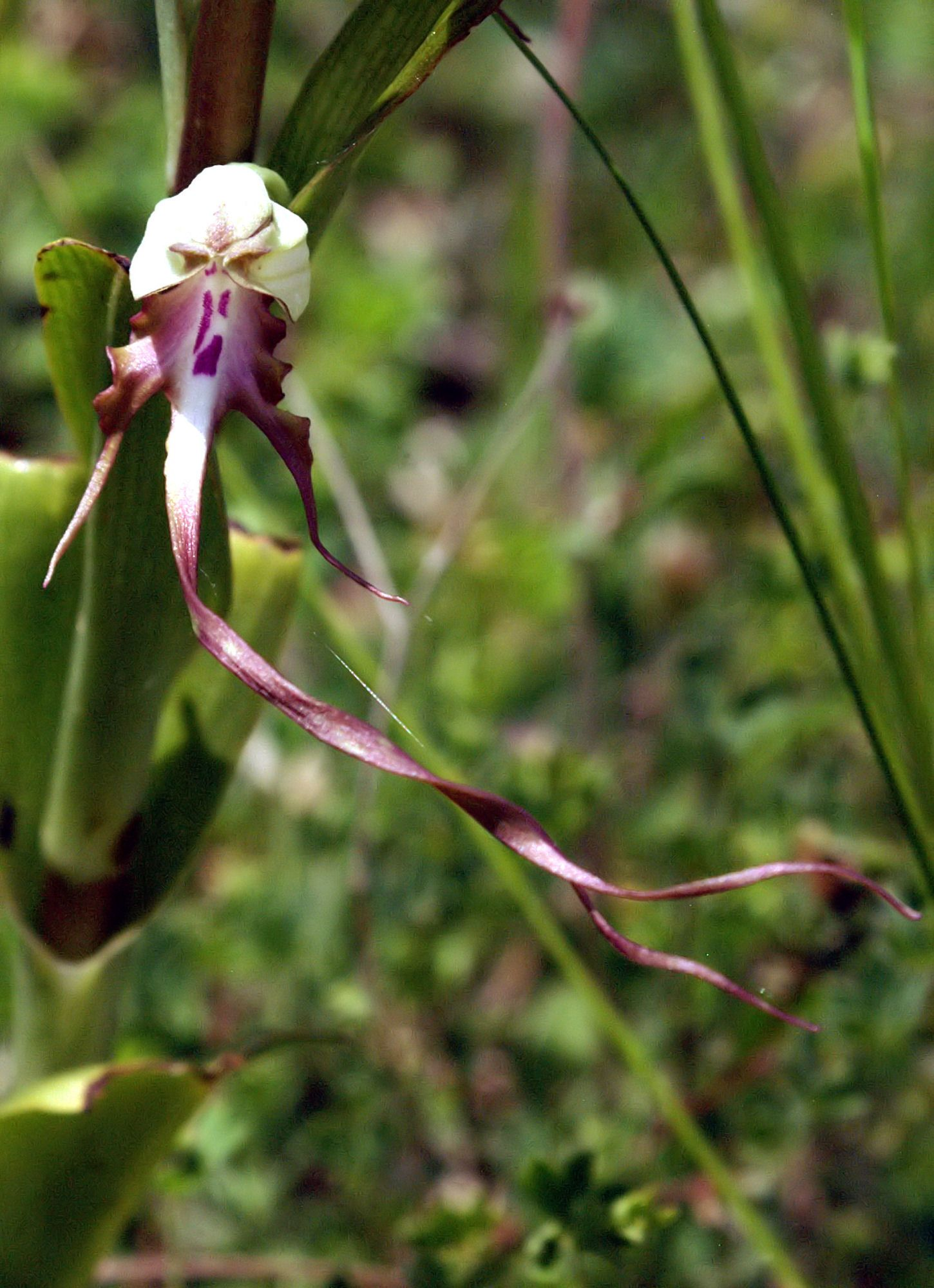